# Bánk Attila
Bánk Attila (Debrecen, 1954. augusztus 30. –) magyar ügyvéd, politikus, 1997 és 2002 között az FKgP országgyűlési képviselője, 1998-tól 2001-ig frakcióvezetője.

## Élete
Édesanyja tanár, édesapja pénzügyi tisztviselő volt. Általános iskolai és középiskolai tanulmányait szülővárosában végezte, a Tóth Árpád Gimnáziumban érettségizett. Fiatalon versenyszerűen kézilabdázott és futballozott. 1979-ben a szegedi József Attila Tudományegyetem Állam- és Jogtudományi Karán szerzett jogász diplomát, majd egy évig a Termelőszövetkezetek Területi Szövetségének Hajdú-Bihar megyei Jogi Osztályán dolgozott joggyakornokként, ezután ügyvédjelölt lett. 1981-ben tette le az ügyvédi esküt, és ügyvédként kezdett dolgozni.
1989-ben a Független Kisgazda-, Földmunkás- és Polgári Párt berettyóújfalui szervezetének tagja lett. Az 1990-es és az 1994-es országgyűlési választásokon képviselőjelöltként indult, de nem szerzett mandátumot. 1994-ben a párt országos elnökségének tagja és főtitkárhelyettese lett. 1997-től országgyűlési képviselő volt, az elhunyt K. Csontos Miklós mandátumát vette át. Az év folyamán az FKgP főügyésze és frakcióvezető-helyettese lett, az Országgyűlés alkotmányügyi és alkotmányelőkészítő bizottságának volt tagja.
Az 1998-as országgyűlési választáson pártja Hajdú-Bihar megyei listájáról szerzett mandátumot. 1998 és 2001 között az FKgP országgyűlési frakcióvezetője volt, 2001-ben pártja többször jelölte az Országgyűlés alelnökének, de nem választották meg. A 2002-es országgyűlési választáson nem indult. 2002 augusztusában megalapította a Magyar Vidék és Polgári Pártot, mely a 2006-os országgyűlési választáson a listás szavazatok 0,05%-át kapta, így nem szerzett mandátumot.
Felesége Szabó Márta ügyvéd, három gyermekük született.